# Ehrlichia ruminantium
 Ehrlichia ruminantium  ist ein Mikroorganismus, der zur Ordnung der Rickettsiales zählt. Wie bei fast allen Arten dieser Gattung handelt es sich um einen obligat intrazellulären Parasiten, er kann nur innerhalb von Wirtszellen leben. 

## Merkmale
Die Zellgestalt von Ehrlichia ruminantium ist pleomorph, d. h. je nach Umgebung oder Zellalter findet man verschiedene Formen (Kokken oder Stäbchen). Die Zellgröße kann zwischen 0,5 und 1,7 µm variieren. Ehrlichia ruminantium ist der Erreger der Herzwasserkrankheit bei Wiederkäuern (Rindern, Schafen, Ziegen und Rotwild) und wird von Schildzecken der Gattung Amblyomma übertragen. Hierbei handelt es sich um die zwei Arten Amblyomma variegatum und Amblyomma cajennense. Ehrlichia ruminantium parasitiert in den neutrophilen Granulozyten und Endothelzellen der Blutgefäße. Das natürliche Vorkommen liegt in Afrika und der Karibikregion.

## Systematik
Die Art Ehrlichia ruminantium zählt innerhalb der systematischen Einteilung (Taxonomie) der Bakterien zu der Klasse der Proteobacteria der Domäne Bacteria. Sie wird hier innerhalb der Familie der Ehrlichiaceae geführt.
Die Art Ehrlichia ruminantium findet man in älterer Literatur oft unter dem Namen Cowdria ruminantium, nach Untersuchung von 16S-rRNA Sequenzen wurde allerdings eine starke Ähnlichkeit mit Arten der Gattung Ehrlichia festgestellt, so dass die Gattung Cowdria aufgegeben wurde
Andere Synonyme dieser Art:
- Rickettsia ruminantium Cowdry 1925
- Kurlovia ruminantium (Cowdry 1925) Zhdanov 1953
- Nicollea ruminantium (Cowdry 1925) Macchiavello 1947

## Herzwasserkrankheit
Die Seuche ist besonders in Afrika südlich der Sahara und auf den karibischen Inseln bekannt, aber auch in Südeuropa im Gebiet des ehemaligen Jugoslawien. Ein dauerndes Reservoir bilden in Afrika einige Antilopenarten, bei denen sich die Krankheit nicht klinisch manifestiert.
Symptome der Herzwasserkrankheit sind hohes Fieber, gastrointestinale und zentralnervöse Störungen. Neugeborene Tiere stehen noch unter maternalem Schutz, der schnell nachlässt.
Die Sektion verstorbener Tiere ergibt Flüssigkeitsansammlungen in den Körperhöhlen, bei kleinen Wiederkäuern Vermehrung der Herzbeutelflüssigkeit, beim Rind Vermehrung der Cerebrospinalflüssigkeit. Der Erregernachweis gelingt aus Abstrichen von der Intima der großen Blutgefäße im frischen Untersuchungsmaterial. Als Versuchstiere eignen sich Frettchen oder Merinoschafe. Heutzutage verwendet man eher Endothelzellkulturen von Schaf und Rind.
Zur Therapie werden Tetracycline und Sulfonamidantibiotika verwendet. Auch eine Impfung mit Lebendvaccinen ist möglich.